# Полоцький щомісячник
«Полоцький щомісячник» (біл. Полацкі месячнік, Месéнчнік полóцкі, пол. Miesięcznik Połocki) — літературно-науковий часопис. Видавався у Полоцькій єзуїтській академії польською мовою щомісяця протягом 1818 року та два місяці 1820 року. Перший часопис, опублікований у сучасній Білорусі.
Часопис з'явився у 1817 році. Передбачалося, що він буде називатися «Dziennik Akademii Połockiej». Перший випуск був опублікований наприкінці 1817 р., але з вимогами цензури був відзначений ще одним роком видання — 1818 р.. Журнал був заснований філософом Вінцентом Бучинським з ініціативи ректора академії Раймунда Бжезовського. Головний редактор — професор фізики та доктор філософії Юзаф Цитович, редактори — Ігнатій Івіцький, голландець Ян Ротан, Йосафат Залеський, швейцарець Якоб Кондров та інші. Часопис мав 6 розділів: література та вільні науки, моральні — філософські, фізико-математичні, історичні, критичні, літературні новини. Титульний аркуш видання був прикрашений висловом Горація: «Що справжнє і красиве, про те дбаю і прошу, і весь тому відданий» (лат. Quid verum atque decens curo et rogo, et omnis in hoc sum).
Протягом 1818 р. вийшло 12 щомісячних номерів, що склало три томи по чотири в кожній окремій пагінації і на кожне число. За підрахунками Ірени Кадульської, щомісячний тираж журналу становив від 250 до 300 примірників. У листопадовому номері за 1818 рік читачів попередили, що журнал не вийде наступного року. Видавці пояснили це навантаженням полоцької друкарні. У 1820 році з'явились два номери. У статті Krótka wiadomość o mieście Połocku (т. 1, № 1-3, 1818) міститься інформація про минулий і сучасний стан міста, що робить матеріал цікавим історичним джерелом. Серед статей, опублікованих у «Полоцькому місячнику» є літературні переклади (трагедія Евріпіда "Арешт " у перекладі Дж. Міганович із Вітебська), рецензії на твори польськомовних письменників (на епічну поему Нікодама Мусницького «Полтава») та навіть текст Я. Кандрова про розташування та принципи роботи спеціального компаса, придатного для використання в астрономії та картографуванні (така модель була виконана і в Полоцькій академії).
В ідеологічних суперечках із прогресивними професорами Вільнюського університету, які публікувалися у «Віленському щоденнику», журнал стояв на клерикально-консервативних позиціях. Однак дебати, що розгорнулися на сторінках цих публікацій, мають не лише велике значення для розвитку громадської думки, але й впроваджують традицію толерантних дискусій. Сама дискусія може свідчити про певну духовну спорідненість непримиренних видань: у Полоцьку, як і у Вільнюсі, добре усвідомлювали необхідність пожвавлення літературної та наукової праці студентів та викладачів.
Видання «Полоцького щомісячника» припинилося після заборони Товариства Ісуса в Російській імперії та вигнання єзуїтів із країни. До того часу вдалося знайти 14 номерів, з яких на 1076 сторінках було опубліковано 85 статей. Сьогодні журнал є рідкістю . Повний набір журналів має лише дві бібліотеки: Національну бібліотеку (Biblioteka Narodowa) у Варшаві та Наукову бібліотеку батьків-єзуїтів (Biblioteka Naukowa Księży Jezuitów) у Кракові.
У грудні 2018 року в рамках Міжнародної науково-практичної конференції «Бібліотека: зв'язок часів і векторів розвитку», присвяченої 50-річчю Наукової бібліотеки Полоцького державного університету, було проведено виставку до 200-річчя «Полоцького місячника».

## Miesięcznik Połockiв Інтернеті
- Miesięcznik Połocki. 1818, Т. 1, № 1-4
- Miesięcznik Połocki. 1818, Т. 2, № 5-8
- Miesięcznik Połocki. 1818, Т. 3, № 11
- Miesięcznik Połocki 1818, Т. 3, № 12
- Miesięcznik Połocki 1820, Т. 4